# (58534) Логос
(58534) Логос (лат. Logos) — классический объект пояса Койпера, открытый в 1997 году группой астрономов из обсерватории Мауна-Кеа. 14 июня 2003 года объект был включён в каталог малых планет под номером 58534.
Логос — философский термин, означающий разум. В гностическом мировоззрении представляется сущностью высшего разума.
Диаметр оценивается в 77±18 км. Логос имеет довольно высокое альбедо для объекта Пояса Койпера такого диаметра.

## Спутник
Логос имеет спутник (58534) Логос I Зоя, обращающийся на расстоянии 8010±80 км от основного тела. Диаметр Зои равен примерно 66 км, то есть составляет примерно 2/3 размера основного тела. Поэтому Логос с Зоей являются двойным объектом.